# Gmina Stankovci
Gmina Stankovci (chorw. Općina Stankovci) – gmina w Chorwacji, w żupanii zadarskiej. W 2011 roku liczyła 2003 mieszkańców.